# Женскарош (ТВ серија)
Женскарош (тур. Yalı Çapkını) турска је телевизијска серија, снимана од 2022.
У Србији је приказује Happy од 18. јула 2023.

## Радња
У центру збивања је имућна породица Корхан, у чијем је власништву компанија накита. Вила Корханових крије многе тајне. Халис Ага је глава породице Корхан и његова реч мора да се поштује увек. 
Ферит је унук Халис аге. Дипломирао је на универзитету у САД, а по повратку у Истанбул, Ферит наставља свој безбрижан и непромишљен живот. 
Све почиње када је једног јутра полиција покуцала на врата виле Корханових због непознате девојке која се нашла у Феритовом кревету. Након тога Халис ага одлучује да ожени Ферита девојком из њиховог родног краја, Антепа. Тада се дешава сусрет са породицом Шанли и Казим ага ког интересују само новац и имовина, даје Корхановима своју старију ћерку, Суну. Међутим, на вече просидбе, Ферит се ипак одлучује за Казимову млађу ћерку, Серјан. 
Иако у почетку брака није било ништа између Ферита и Сејран и он је живео својим старим животом и још увек био са својом девојком од раније, временом су се заволели и започели борбу за своју љубав, упркос противљењу својих породица и препрекама из прошлости ове две породице.

## Улоге
| Глумац             | Улога         |
| ------------------ | ------------- |
| Афра Сарачоглу     | Сејран Шанил  |
| Мерт Рамазан Демир | Ферит Корхан  |
| Четин Текиндор     | Халис Корхан  |
| Шериф Сезер        | Хатуч Шанил   |
| Гулчин Сатирџиоглу | Ифакат Корхан |
| Емре Алтуг         | Орхан Корхан  |
| Гозде Кансу        | Гулгун Корхан |
| Ерсин Ариџи        | Абидин        |
| Берил Позам        | Суна Шанил    |
| Ирем Алтуг         | Султан        |
| Ознур Серчелер     | Асуман Корхан |
| Хулија Дујар       | Шефика        |
| Дирен Полатогулари | Казим Шанил   |
| Сезин Бозанџи      | Есме Шанил    |
| Буче Бусе Кахраман | Пелин Јилмаз  |
| Селен Озбајрак     | Диџле         |
| Умут Гезер         | Јусуф         |

## Епизоде
| Сезона | Сезона | Број епизода (н) / (и)           | Приказивање у Турској                | Приказивање у Србији               |
| ------ | ------ | -------------------------------- | ------------------------------------ | ---------------------------------- |
|        | 1      | 36 / 118 (1 — 36) / (1 — 118)    | 23. септембар 2022 — 9. јун 2023. () | 18. јул 2023 — 6. фебруар 2024. () |
|        | 2      | 37 / 122 (37 — 73) / (119 — 240) | 15. септембар 2023 — 7.јун 2024. ()  | 7. фебруар 2024 — 30.јун 2024. ()  |